# Strobilurus (schimmel)
Strobilurus is een geslacht van schimmels behorend tot de familie Physalacriaceae. Het geslacht komt wereldwijd voor in gematigde gebieden en omvat 10 soorten. Soorten van Strobilurus groeien op kegelvruchten.
In deze fungi werden de strobilurines ontdekt, natuurlijke afweerstoffen waaruit men de synthetische analoge strobilurine-fungiciden heeft ontwikkeld: azoxystrobin, pyraclostrobine, kresoxim-methyl, trifloxystrobine en andere.

## Soorten
Volgens Index Fungorum telt het geslacht 16 soorten (peildatum maart 2023):
| Soortnaam                                 | Auteur(s)                                | Publicatiejaar |
| ----------------------------------------- | ---------------------------------------- | -------------- |
| Strobilurus albipilatus                   | (Peck) V.L. Wells & Kempton              | 1971           |
| Strobilurus conigenoides                  | (Ellis) Singer                           | 1962           |
| Strobilurus conigenus                     | (Pers.) Gulden                           | 1966           |
| Strobilurus diminutivus                   | Desjardin                                | 2000           |
| Strobilurus esculentus (Sparrenkegelzwam) | (Wulfen) Singer                          | 1962           |
| Strobilurus kemptoniae                    | V.L. Wells                               | 1971           |
| Strobilurus lignitilis                    | V.L. Wells & Kempton                     | 1971           |
| Strobilurus luchuensis                    | Har. Takah., Taneyama & Pham             | 2016           |
| Strobilurus occidentalis                  | V.L. Wells & Kempton                     | 1971           |
| Strobilurus ohshimae                      | (Hongo & I. Matsuda) Hongo ex Katum.     | 2010           |
| Strobilurus orientalis                    | Zhu L. Yang & J. Qin                     | 2018           |
| Strobilurus pachycystidiatus              | J. Qin & Zhu L. Yang                     | 2018           |
| Strobilurus stephanocystis                | (Kühner & Romagn. ex Hora) Singer        | 1962           |
| Strobilurus tenacellus                    | (Pers.) Singer                           | 1962           |
| Strobilurus trullisatus                   | (Murrill) Lennox                         | 1979           |
| Strobilurus wyomingensis                  | (A.H. Sm. & Arenb.) V.L. Wells & Kempton | 1971           |